# بخش هانتینگتون (شهرستان لوراین، اوهایو)
بخش هانتینگتون (به انگلیسی: Huntington Township) یک منطقهٔ مسکونی در ایالات متحده آمریکا است که در شهرستان لورین، اوهایو واقع شده‌است.
 بخش هانتینگتون ۶۷٫۸۰ کیلومتر مربع مساحت و ۱٬۳۴۱ نفر جمعیت دارد و ۲۸۳ متر بالاتر از سطح دریا واقع شده‌است.